# Onze-Lieve-Vrouw-ten-Hemelopnemingskerk (Ruiselede)
De kerk Onze-Lieve-Vrouw ten Hemelopneming in de gemeente Ruiselede is centraal gelegen op de markt en staat tegenover het neogotische gemeentehuis, gebouwd tussen 1873 en 1876.

## Geschiedenis
Het huidige uitzicht van de Ruiseleedse kerk Onze-Lieve-Vrouw ten Hemelopneming is, met uitzondering van de kerktoren (gebouwd in 1872), grotendeels in de jaren 1700 ontstaan. De geschiedenis van het kerkgebouw begint evenwel veel vroeger, wellicht in de 10e eeuw. Zekerheid is er vanaf de 12e eeuw (vermelding van de kerk van 'Rusleda' in 1106).
Het middeleeuwse gebouw groeide in de 15e eeuw uit tot een driebeukige kerk met middentoren.
De kerk bezit opmerkelijk 18e-eeuws rococomeubilair. Het portiekvormig hoogaltaar, twee portiekzijaltaren, twee biechtstoelen, de communiebank met elf panelen in houtsnijwerk, de koorlambrisering en het koorgestoelte, de muurbeschotten in de zijbeuken, de preekstoel en het doksaal met balustrade en orgelkast getuigen van ambachtelijke vaardigheid en vormen samen een harmonieus geheel.
In de Eerste Wereldoorlog brachten Duitse soldaten mijnen tot ontploffing, die twee glasramen vernielden. Bij het begin van de Tweede Wereldoorlog werd de torenspits zwaar beschadigd. Tijdens het najaar van 1940 verwoestte een storm de resterende delen van de spits. Het duurde tot de zomer van 1957 tot deze opnieuw hersteld werd.

## Interieur
De kerk heeft 4 kleurrijke brandglasramen. De oudste bevinden zich links en rechts naast de toren en dateren van 1656; de twee vooraan zijn uit de tweede helft van de 19e eeuw: nl. de Boodschap van de aartsengel Gabriël aan Maria (gift van C.L. Doom in 1877) en Petrus ontvangt de sleutels van het herderschap van Jezus.
De doopvont is in zwart-wit marmer en is een werk van Mathieu Lembourg. 
De biechtstoelen hebben een afbeelding in houtsnijwerk van de boetvaardige Petrus en Maria Magdalena en van de heilige Hiëronymus (kerkvader) en Johannes van Nepomucenus (een Tsjechische heilige die in de Moldau geworpen werd omdat hij het biechtgeheim niet wou schenden). In de kerk bevinden zich heel wat heiligenbeelden aan de pilaren: o.a. Elisabeth (moeder van Johannes de Doper), Zacharia (vader van Johannes de Doper, heilige Anna (moeder van Maria), heilige Joachim (vader van Maria), heilige Coleta en de heilige Rochus (tegen pest en ziekten). Het orgel is gemaakt door Lovaert uit Gent in 1876 en werd hersteld en vernieuwd in 1953-1954 door Firma Loncke uit Diksmuide. 
De altaren. Het Drievuldigheidsaltaar was het altaar van de orde van de Trinitariërs (blauw-rood kruis als symbool en ook scapulieren, een galjoen, een tak met eikels en een zwaard). Het tafereel stelt de bevrijding van de Christene Slaven (12e eeuw) uit handen van de Moslims voor. Het barokke hoofdaltaar is het werk van Livinus van Helderberghe (1733-1736) met de uitbeelding van Onze-Lieve-Vrouw ten Hemel opgenomen. Wij zien ook de afbeelding van de vier kerkvaders: Augustinus, Gregorius de Grote, Ambrosius en Hiëronymus. Het Heilig Kruisaltaar is het werk van Cornelis van Dael en stelt Maria, Bruid van de Heilige Geest (duif!) voor die het kwade overwint. We vinden er verwijzingen naar de Litanie van Loreto, Gulden Huis, Toren van David, Spiegel van Rechtvaardigheid, Stoel der wijsheid, Mystieke Roos, Deur van de hemel. 
Predikstoel. Ook de preekstoel is houtsnijwerk door Cornelis Van Dael uit Antwerpen met de afbeelding van het doopsel van Jezus door Johannes de Doper onderaan en erboven het tetragram hvhj (Hebreeuws: in de Hebreeuwse Bijbel is de naam van God JHVH). Op de kuip van de preekstoel zien we de allegorische voorstelling van de gedaanteverandering op berg Thabor met Mozes en Elias in medaillons en op het muurstuk God de Vader in een medaillon. Het klankbord wordt ondersteund door 2 grote engelen (een met weegschaal en een met bazuin) en het klankbord wordt bekroond met drie monogrammen in cartouchevorm telkens door 2 engelen vastgehouden.